# Bo Petersson
Bo Ingvar Petersson, född 10 juli 1946 i Kalmar, är en svensk fotbollstränare och expertkommentator, samt före detta fotbollsspelare (mittfältare) med en säsong i Allsvenskan med AIK 1977 där det blev 16 matcher och 2 mål.
Peterssons far Ingvar Petersson spelade i Djurgårdens IF åren 1949–1955 och tog SM-guld 1955.

## Spelarkarriär
- Djurgårdens IF, moderklubb (ungdom, junior, 1954-66).
- Älvsjö AIK (div 3, 1966-67).
- Råsunda IS (div 2, 1968-69).
- Spårvägens GoIF (div 8-4, 1970-75).
- Vasalunds IF (div 3, 1976).
- AIK (Allsvenskan, 1977).
- IFK Östersund (div 3, 1978).
- Visby AIK (1979).
- Danderyds SK (1980).
- IFK Östersund (div 3, 1981-82).

## Tränaruppdrag
- Spårvägens GoIF (1970-75).
- IFK Östersund (1978).
- AIK (1979-80).
- IFK Östersund (1981-82).
- Vasalunds IF (1983-84).
- Spårvägens GoIF (1985-87).
- Vasalunds IF (1988-90).
- Tromsø IL (1991).
- Spårvägens GoIF (1992).
- Djurgårdens IF (1993).
- IF Brommapojkarna (1994).
- FC Plavi Team (1995).
- PAE Kalamata (1996-97)
- Västerås SK (1997).
- Enköpings SK (1998-2001).
- Assyriska FF (2002).
- PAS Giannina (2003-04).
- Vasalund/Essinge IF (hösten 2004).
- Enköpings SK (2004, två sista omgångarna).
- Vasalund/Essinge IF (2005-06).
- Enköpings SK (2007-2008).